# Bloody Mary (coquetel)
Bloody Mary (em inglês Maria sangrenta) é um coquetel feito com vodca, suco de tomate, suco de limão, molho inglês, molho picante e pimenta.

## Origem
Há mais de uma versão acerca de quem e onde teria sido criado o coquetel, também acerca da origem do nome.
O francês Fernand Petiot, barman do "Harry's Bar" de Paris, teria criado o coquetel em sua primeira versão na década de 20, mas tê-lo-ia lançado no bar do "Hotel Saint Regis" em Nova Iorque, tendo denominado o mesmo de "Red snapper", nome que foi depois abandonado. A pedido do príncipe russo Serge Obolensky foi incluído o tabasco na receita. Ambos os locais reivindicam o posto de local da criação da bebida.
No final dos anos 30, o ator e produtor George Jessel teria sido o criador, também em Nova Iorque conforme o New York Herald Tribune, sendo que Jessel aparecia em propagandas da Vodca Smirnoff. Uma terceira versão, essa com menos defensores, atribui a Bertin Azimont, do Hôtel Ritz Paris, a criação especial para o escritor Ernest Hemingway que queria uma bebida que não deixasse odor, para que a esposa dele não percebesse. 
O nome Bloody Mary refere-se à cor vermelha provida pelo suco de tomate, mas há também três versões acerca da sua inspiração:
- Mary Tudor, por suas sangrentas perseguições ao protestantismo na Inglaterra no século XVI.
- Mary Pickford, atriz americana do Cinema mudo.
- Uma garçonete do bar Bucket of Blood de Chicago.

## Ligações Externas
- Livro de Receitas Wikibook